# 真 (姓)
真（しん、眞）は、漢姓の一つ。

## 中国の姓

### 著名な人物
- 真徳秀 - 南宋の政治家

## 朝鮮の姓
眞（しん、チン、朝: 진）は、朝鮮人の姓の一つである。2015年の国勢調査での韓国内での人口は45人。

### 著名な人物
- 真高道（朝鮮語版） - 百済の近仇首王時代の外戚。
- 真武（朝鮮語版） - 百済の将軍。
- 真嘉謨（朝鮮語版） - 百済の大臣。
- 真浄（朝鮮語版） - 百済の大臣。
- 真虎（朝鮮語版） - 後百済の文臣。

### 氏族
真氏は元々百済の8大姓の一つだった。百済の頃は真可（古尓王の時の内頭佐平）・真老（東城王の時の兵官佐平）・真男（三斤王の時の佐平）・真武（阿莘王の時の国舅）・真義（比流王の時の内臣佐平）・真浄（近肖古王の時の朝廷佐平）など、新羅にも真功（神文王の時の大阿飡）・真福（神文王の時の上大等）などが『三国史記』に記録されている。また925年（太祖8年）、甄萱が彼の甥の真虎を高麗に人質に送った事実が文献に現われている。
| 氏族（地域） | 創始者 | 人口    | 世帯数  | 割合 (%) （2000年） |
| ------------ | ------ | ------- | ------- | ------------------- |
| 瑞山真氏     | 不明   | 1,555人 | 443世帯 | 98.48％             |
| その他       | －     | 2人     | 0       | 0.13％              |
| 不詳         | －     | 22人    | 1世帯   | 1.39％              |

2015年の韓国の調査では漢陽真氏が6人、残りの39人の本貫は不明である。

### 人口と割合
公式調査によると、1930年度国勢調査の時咸北鍾城郡に唯一の1世帯が現われた。しかし1960年度の調査では人口1000人を超えた。30年の間に1世帯が1,000余人に増えるはずはないので、日本統治下の調査の間違いか、創氏改名の後、独立に伴い、復姓し真氏に改姓した人が多数いたことになる。
| 年度   | 人口             | 世帯数  | 順位         | 割合        |
| ------ | ---------------- | ------- | ------------ | ----------- |
| 1930年 | （世帯のみ調査） | 1世帯   |              |             |
| 1960年 | 1,099人          | －      | 258姓中139位 |             |
| 1985年 | 1,511人          | 292世帯 | 274姓中151位 |             |
| 2000年 | 1,579人          | 444世帯 | 286姓中164位 | 0.0034337％ |
| 2015年 | 45人             |         |              |             |